# Lithobius potanini
Lithobius potanini är en mångfotingart som beskrevs av Sseliwanoff 1881. Lithobius potanini ingår i släktet Lithobius och familjen stenkrypare. Inga underarter finns listade i Catalogue of Life.